# Championnats du monde de cyclisme sur piste 1968
Navigation
Amsterdam 1967 Anvers et Brno 1969
Les championnats du monde de cyclisme sur piste 1968 se sont déroulés dans deux pays différents. Les épreuves professionnelles et féminines ont eu lieu à Rome en Italie, et les autres épreuves à Montevideo en Uruguay. Au total, onze épreuves ont été disputées : 9 par les hommes (3 pour les professionnels et 6 pour les amateurs) et deux par les femmes.

## Résultats

### Hommes

#### Podiums professionnels
| Compétition            | Or                       | Argent                 | Bronze                                  |
| ---------------------- | ------------------------ | ---------------------- | --------------------------------------- |
| Vitesse individuelle   | Giuseppe Beghetto Italie | Patrick Sercu Belgique | Giovanni Pettenella Italie              |
| Poursuite individuelle | Hugh Porter Royaume-Uni  | Ole Ritter Danemark    | Leandro Faggin Italie                   |
| Demi-fond              | Leo Proost Belgique      | Piet De Wit Pays-Bas   | Ehrenfried Rudolph Allemagne de l'Ouest |

#### Podiums amateurs
| Compétition            | Or                                                                        | Argent                                                                                                   | Bronze                                                               |
| ---------------------- | ------------------------------------------------------------------------- | --- | -------------------------------------------------------------------- |
| Kilomètre              | Niels Fredborg Danemark                                                   | Jack Simes États-Unis                                                                                    | Gianni Sartori Italie                                                |
| Vitesse individuelle   | Luigi Borghetti Italie                                                    | Niels Fredborg Danemark                                                                                  | Robert Van Lancker Belgique                                          |
| Poursuite individuelle | Mogens Frey Danemark                                                      | Xaver Kurmann Suisse                                                                                     | Lorenzo Bosisio Italie                                               |
| Poursuite par équipes  | Italie Cipriano Chemello Lorenzo Bosisio Giorgio Morbiato Luigi Roncaglia | Argentine Carlos Álvarez Seidanes (ca) Juan Alves Gordon (ca) Ernesto Contreras Juan Alberto Merlos (ca) | Suède Erik Pettersson Tomas Pettersson Gösta Pettersson Josef Ripfel |
| Demi-fond              | Giuseppe Grassi Italie                                                    | Cees Stam Pays-Bas                                                                                       | Benny Herger Suisse                                                  |
| Tandem                 | Italie Walter Gorini Giordano Turrini                                     | Belgique Daniel Goens Robert Van Lancker                                                                 | Japon Sanji Inoue Takao Mandarame                                    |

### Femmes
| Compétition            | Or                                 | Argent                             | Bronze                            |
| ---------------------- | ---------------------------------- | ---------------------------------- | --------------------------------- |
| Vitesse individuelle   | Alla Baguiniantz Union soviétique  | Irina Kiritchenko Union soviétique | Galina Ermolaeva Union soviétique |
| Poursuite individuelle | Raisa Obodovskaya Union soviétique | Beryl Burton Royaume-Uni           | Keetie van Oosten-Hage Pays-Bas   |

## Tableau des médailles
| Rang | Nation               | Or | Argent | Bronze | Total |
| ---- | -------------------- | -- | ------ | ------ | ----- |
| 1    | Italie               | 5  | 0      | 4      | 9     |
| 2    | Danemark             | 2  | 2      | 0      | 4     |
| 3    | Union soviétique     | 2  | 1      | 1      | 4     |
| 4    | Belgique             | 1  | 2      | 1      | 4     |
| 5    | Royaume-Uni          | 1  | 1      | 0      | 2     |
| 6    | Pays-Bas             | 0  | 2      | 1      | 3     |
| 7    | Suisse               | 0  | 1      | 1      | 2     |
| 8    | États-Unis           | 0  | 1      | 0      | 1     |
| 8    | Argentine            | 0  | 1      | 0      | 1     |
| 10   | Allemagne de l'Ouest | 0  | 0      | 1      | 1     |
| 10   | Japon                | 0  | 0      | 1      | 1     |
| 10   | Suède                | 0  | 0      | 1      | 1     |
|      | TOTAL                | 11 | 11     | 11     | 33    |